# Monika Kostro
Monika Anna Kostro – polska romanistka i socjolożka, wykładowczyni Uniwersytetu Warszawskiego. 

## Życiorys
Monika Kostro w 1997 ukończyła studia magisterskie w zakresie filologii romańskiej w Instytucie Romanistyki Uniwersytetu Warszawskiego. W 2005 uzyskała stopień doktora nauk humanistycznych w dyscyplinie socjologii w Instytucie Filozofii i Socjologii Polskiej Akademii Nauk na podstawie napisanej pod kierunkiem Aldony Jawłowskiej-Konstanciak dysertacji Dyskurs astrologiczny w kulturze popularnej jako wyraz życiowych problemów współczesnych Polaków. Habilitowała się w 2019 na Uniwersytecie Warszawskim, przedstawiwszy dzieło Panie Prezydencie, Monsieur le Président… Formy adresatywne w polskim i francuskim dyskursie polityczno-medialnym.
Jej zainteresowania naukowe obejmują zagadnienia: socjolingwistykę interakcji, analizę dyskursu. Prowadzi badania dotyczące form adresatywnych w interakcjach między politykami, reprezentacje płci i polityki w dyskursie politycznym i medialnym, sposobów kreowania dyskursywnego wizerunku polityka oraz jego funkcjonowania w przestrzeni publicznej.
Od 1999 zawodowo związana z Instytutem Romanistyki Wydziału Neofilologii Uniwersytetu Warszawskiego. Pełniła szereg funkcji na uczelni, m.in. prodziekan ds. studenckich w kadencji 2020–2024.